# Ватутінець (катер)
«Ватутінець» — прикордонний сторожовий катер проекту 1400М (шифр «Гриф») Державної прикордонної служби України. Був названий на честь міста Ватутіне. Має бортовий номер BG-117.

## Історія
Прикордонний сторожовий катер «ПСКА-525» (початкова назва) на був побудований 3 грудня 1993 року на СБЗ ВАТ «Феодосійська суднобудівна компанія "Море"» (заводський №682). В 1999 році отримав назву «КаМО-525». 26 липня 2000 року катер був перейменований на «Ватутінець». За весь період служби катер «Ватутінець» пройшов 4612 миль, оглянуто 360 суден, затримано за різні види порушень 210 суден.